# 宋虞凱
宋虞凱（1688年—1746年），字翼寧，號魯亭，江南蘇州府長洲縣人，清朝政治人物。

## 生平
宋虞凱來自蘇州長洲宋氏家族，父宋聚業，母周氏。宋虞凱為宋聚業次子，長洲監生，初任湖南長沙府通判，雍正元年（1723年）丁父憂，服闋，五年（1727年）任四川建昌監理廳通判，六年（1728年）改建昌監理廳置寧遠府，署寧遠府知府，同年補成都府通判，調成都縣知縣，七年（1729年）任茂州直隸州知州，十一年（1733年）補七兒堡同知，乾隆二年（1737年）升雅州府知府，授中憲大夫，後改福建福寧府知府，引疾致仕歸里，十一年（1746年）卒於家。

## 家庭
夫人為蘇州婁關蔣氏蔣之逵孫女、廩貢蔣文源女。有一子宋昆詒，一女嫁崑山徐傳毓。